# Haltepunkt Köln Airport-Businesspark

Der Haltepunkt Köln Airport-Businesspark ist eine Station der S-Bahn Köln, der sich im Stadtteil Gremberghoven, Bezirk Porz in Köln befindet.
Es handelt sich bei der Umgebung überwiegend um gewerbliche Bebauung, was auch zu einer sehr zeitlich unterschiedlichen Auslastung des Haltepunktes führt, der überwiegend durch Berufspendler genutzt wird. In der Umgebung des Haltepunktes befinden sich der Kiesgrubensee Gremberghoven, der Airport Businesspark, das Gewerbegebiet Gremberghoven sowie der Königsforst.

## Bedienung
Die Linie S12 der S-Bahn Köln verkehrt von Düren über Horrem, Köln-Ehrenfeld, Hauptbahnhof und Bahnhof Messe/Deutz nach Au an der Sieg, eine Direktverbindung per S-Bahn zum Flughafen Köln/Bonn besteht jedoch nicht. Es besteht kein Stadt- oder Regionalbusverkehr, jedoch befindet sich eine Bike-and-Ride-Anlage mit acht Stellplätzen am Bahnhofsvorplatz.
Da ausschließlich S-Bahn-Züge den Haltepunkt bedienen, verfügt dieser über 95 cm Bahnsteigniveau über Schienenoberkante und somit über ebenerdigen Einstieg zu den hier zumeist verkehrenden Garnituren der Baureihe 423. Die Züge des Rhein-Sieg-Expresses verkehren auf separaten Gleisen, da Airport Businesspark an einem Abzweig der Siegstrecke liegt.

## Ausstattung
Der Haltepunkt verfügt über Fahrscheinautomaten sowie Entwerter für Verbundfahrscheine des Verkehrsverbundes Rhein-Sieg, Monitore an den Bahnsteigen, Lautsprecher, Sitzgelegenheiten und Teilbedachung.
Da der Bahnhof in den 2000er Jahren errichtet wurde, wurde bereits beim Bau auf Barrierefreiheit Wert gelegt, er verfügt über Blindenleitsysteme und einen Aufzug, nicht aber über Blindenschrift etwa an den Treppengeländern.